# Смирнова, Вера Васильевна
Ве́ра Васи́льевна Смирно́ва (17 (29) сентября 1898, Санкт-Петербург — 1977, Москва) — советская детская писательница, литературный критик и мемуаристка. Автор популярных детских книг «Герои Эллады» и «Девочки». Сестра театрального режиссёра Александры Смирновой-Искандер.

## Биография
Вера Васильевна Смирнова родилась в 1898 году Санкт-Петербурге, где её отец, выходец из крестьянской семьи, служил вахтёром в Императорской Академии художеств.
В 1903 году отец получил должность артельщика в Русско-Азиатском банке и перевез семью в Новый Маргелан (сейчас — Фергана; c 1907 по 1924 г. город назывался Скобелев).
Вера Смирнова с золотой медалью окончила Скобелевскую женскую гимназию, затем педагогические курсы, с осени 1914 года преподавала в течение двух лет в Высшем начальном училище.
Осенью 1916 года поступила в Петрограде на историко-филологическое отделение Бестужевских высших женских курсов и одновременно посещала театральную студию В. Мейерхольда.
В конце 1917 года Вера Смирнова вернулась в Фергану, работала в городской библиотеке, в политпросвете, создала и руководила самодеятельным детским театром, писала для него пьесы и ставила их. С 1922 года преподавала в школе русский язык, литературу и обществоведение.
Вышла замуж за художника Михаила Янцына, в 1923 году родилась их дочь Ирина. В 1925 году уехала в Киев к сестре Александре — театральному режиссёру. Вера Смирнова начала писать рецензии на спектакли, была завлитом передвижного «Театра злободневных обозрений». В Киеве в 1927 году вышел её сборник «Глиняный кувшин», в который вошли стихи, посвященные Средней Азии (обложка книги — работа Михаила Янцына).
В 1929 году Вера Смирнова рассталась с мужем и переехала в Москву. В 1930 году начала работать помощником редактора в детском отделе издательства «Молодая гвардия». Вышла её книга сказок «Манои» («Мастерская новых игрушек»), которая вызвала интерес критики и жаркую полемику. В 1930-е годы Вера Смирнова работала в редакции детского радиовещания, Центральном детском театре (ныне — Российский академический молодёжный театр), редколлегии журналов «Мурзилка» и «Пионер». Её рассказы для детей публиковались в журналах и сборниках. Отдельными книгами были изданы «Два сердца» (1930), «Чудесные превращения одного стула» (1930), «Заморяне» (1931) и другие.
В те же годы Смирнова написала для Бауманского театра рабочих ребят пьесу «Токмаков переулок», основанную на документальном материале и рассказывающую о жизни детей и подростков Бауманского района Москвы. «Ребята из окрестных школ ходили на этот спектакль по два-три раза. На сцене они видели себя, своих родителей, своих соседей», — вспоминает писательница Евгения Таратута. Для Центрального детского театра Вера Смирнова написала пьесу «Сказки Андерсена», которая была поставлена также в Национальном театре Норвегии в Осло в 1938 году.
В конце 1930-х годов Вера Васильевна вела литературную студию в Московском доме пионеров. Один из бывших участников студии, впоследствии известный этнограф и историк Владимир Кабо вспоминает: «Вера Васильевна была замечательным человеком: литературный критик и детский писатель, она была и выдающимся педагогом, умевшим найти дорогу к сердцам и умам подростков, влюбленных в литературу и мечтающих о собственном литературном будущем. Она говорила с нами обо всем, говорила серьезно, как со взрослыми людьми, без скидки на возраст, и мы это ценили. Она видела и понимала каждого — а подростки это любят и ценят». Со многими бывшими воспитанниками студии Вера Смирнова продолжала общаться и переписываться долгие годы спустя.
В 1935 году умерла её тяжело болевшая дочь — Ирина. Вера Васильевна вышла замуж за редактора и журналиста Ивана Игнатьевича Халтурина. У них родился сын Владимир.
По заданию Детгиза В. Смирнова почти два года работала над книгой «Рассказы о детстве Иосифа Сталина», но сам Сталин книгу запретил: «Автор был введен в заблуждение охотниками до сказок», — написал он в письме директору издательства. В 1939 году вышла книга Смирновой для детей «Товарищ Серго» о революционере Серго Орджоникидзе.
С 1940 года Смирнова занималась в основном критикой, её статьи о современной литературе и театре регулярно печатались в периодических изданиях и сборниках.
Во время войны вместе с сыном она оказалась в Чистополе, пережив вместе с другими писательскими семьями все тяготы эвакуации. Работала в школе, детском саду и местном радиоузле.
В 1943 году Вера Васильевна вернулась в Москву. В 1943—1945 годах была зав. отделом прозы в журнале «Знамя». Затем заведовала кафедрой в Литературном институте им. Горького, читала курс по детской литературе, вела семинар критики, была членом редколлегии журнала «Пионер».
В 1950-е годы вышли две самые известные и многократно переизданные книги Веры Смирновой: мифы Древней Греции в пересказе для детей — «Герои Эллады» (1953) и повесть «Девочки» (1959). Евгения Таратута вспоминает рассказ Веры Васильевны о том, как родился замысел книги «Герои Эллады»: «Во время войны, в эвакуации, когда ее сын Володя тяжело заболел и лежал в больнице, он все просил почитать ему что-нибудь, а книг не было. Тогда Вера Васильевна стала вспоминать мифы, вечерами вспоминала и записывала, а на следующий день рассказывала сыну и мальчикам из его палаты. „Пожалуй, можно назвать тринадцатым подвигом Геракла то, что рассказы о нем помогли выздоравливать Володе и его товарищам!“ — говорила Вера Васильевна. А потом эти рассказы она издала книгой…».
Героини книги «Девочки» — маленькие племянницы Веры Васильевны и её дочка Иришка, действие происходит в Киеве конца 1920-х годов, а все остальные персонажи и события тоже взяты из реальной жизни. Описываются забавные и трогательные приключения трех девочек, их каждодневная жизнь, игры, ссоры, мечты и открытия.
В 1955 году трагически погиб сын Веры Васильевны — Володя, талантливый, образованный, подающий большие надежды юноша. Он утонул в реке Лиелупе в Юрмале.
Вера Смирнова — автор критико-биографических очерков о творчестве С. Маршака, Л. Квитко, А.Гайдара. Статьи о детских писателях вошли в её сборник «О детях и для детей» (1963). Книги Смирновой «О литературе и театре» (1956), «Современный портрет» (1964), «Книги и судьбы» (1968), «Из разных лет» (1974) посвящены творчеству М. Булгакова, Е. Шварца, А. Толстого, Л. Пантелеева, К. Федина, А. де Сент-Экзюпери, Я. Корчака, писателей Средней Азии (книги некоторых из них, например, Сатыма Улуг-Зода, Джалола Икрами, Абдуллы Каххара и Абдуллы Кадыри, Смирнова переводила на русский язык) и др.
Мемуары Веры Смирновой рассказывают о её встречах с В. Мейерхольдом, К. Чуковским, С. Маршаком, Г. Нейгаузом и др.
Можно только пожалеть, что Вера Васильевна не оставила воспоминания о других писателях и выдающихся людях, с которыми она была знакома, — о Б. Пастернаке, Д. Бронштейне. Или не написала более обширных воспоминаний о С. Маршаке, с которым она вместе работала, и была не только коллегой, но и другом (Маршак посвятил ей и её семье несколько шуточных экспромтов и дружеских эпиграмм), собеседницей и слушательницей его новых стихов. В своем очерке о Маршаке «Мастер детской книги» Вера Васильевна вспоминала: «Мне, как первому биографу Маршака, как его заместительнице в Комиссии по детской литературе при Союзе писателей, а потом уже просто по давнему знакомству, много раз довелось испытать радость и пользу этих бесед с ним наедине. И я жалела только об одном: что я не умела все запомнить и записать, не умела быть его Эккерманом. Впрочем, у меня есть оправдание: именно потому, что это были беседы, наполненные до краев, если можно так сказать, эмоциональными размышлениями, которые тут же требовали от тебя отклика, рождали в тебе самой множество мыслей и чувств, трудно было не только попутно вести какие-то записи, но и потом оформлять их». М. Л. Гаспаров писал: «Я вспомнил, как Веру Васильевну Смирнову уговаривали написать воспоминания о Пастернаке, а она весело отговаривалась: „Сперва покажите мне воспоминания Зинаиды Николаевны“. Она тоже жила в Ирпени летом 1930-го, и З. Н., стоя у плиты, радостно рассказывала ей, как Борис Леонидович только что в лесу стал перед нею на колени в хвою и объяснился в любви, и шутила, не передать ли ей Генриха Густавовича (Нейгауза, её первого мужа) Вере Васильевне, как котенка в хорошие руки? Но у Веры Вас. была своя трудная жизнь, и было не до того. Воспоминаний Зинаиды Николаевны ей не показали, и поэтому своих она не написала».
Награждена орденами «Знак Почета» и «Трудового Красного Знамени», медалями «За доблестный труд в Отечественной войне 1941—1945 гг» и «800-летие Москвы».
В последние годы Вера Васильевна работала над книгой воспоминаний, посетила Фергану, где прошли её детство и юность. Свою библиотеку из 418 книг с дарственными надписями авторов Вера Смирнова завещала Ферганскому краеведческому музею. Библиотеку своего мужа Ивана Халтурина она отправила на его Родину, подарив её Кировской областной библиотеке.
Вера Васильевна Смирнова умерла в 1977 году в Москве, похоронена на Головинском кладбище.
Обширный архив Веры Смирновой — рукописи, письма, фотографии — хранится в РГАЛИ (Москва).

## Труды

### Книги для детей
1. Смирнова В. В. Два сердца. — М.- Л.: Гиз, 1930.- 16 с.
  - Переводы: Smirnova V.V. Kaksi sydäntä. - Petroskoi : Kirja, 1934. - 11 с. [на фин.яз]
2. Смирнова В. В. Кому плохо — кому хорошо. М.- Л.: Гиз, 1930. — 16 с.
3. Смирнова В. В. Манои. — М.- Л.: Гиз, 1930.- 72 с.
4. Смирнова В. В. Чудесные превращения одного стула. — М.- Л.: Гиз, 1930. — 16 с.
5. Смирнова В. В. Заморяне. — М.- Л.: Мол. гв., 1931. — 80 с.
6. Смирнова В. В. Наш старший товарищ. — М.- Л.: Мол. гв., 1932. — 22 с.
7. Смирнова В. В. Рассказы об игрушках. — М.- Л.: Мол. гв., 1932.- 16 с.
8. Смирнова В. В. Здравствуйте. — М.: Мол. гв., 1933. — 15 с.
9. Смирнова В. В. Новое платье короля: (По сказке Андерсена) / В. Смирнова. — М.: изд. и стеклогр. Центр. упр. по распространению драматургич. продукции Цедрам, 1936. — 27 с.
10. Смирнова В. В. Товарищ Серго: Рассказы из жизни Г. К. Орджоникидзе. — М.- Л.: Детиздат, 1939. — 80 с.
11. Смирнова В. В. Девочки: Рассказы о маленьких / Рис. А. Давыдовой. — М.: Детгиз, 1959. — 128 с.
12. Смирнова В. В. Девочки. / Рис. М. Успенской. — М.: Детгиз, 1963. — 144 с.
  - Переиздания: М.: Дет. лит., 1968;
13. Смирнова В. В. Палочка с шариком[17] / Рис. Н.Носкович. — М.: Дет. лит., 1965. — 17 с.
  - Переиздание: СПб.- М.: Речь, 2014.
14. Герои Эллады: Из мифов древней Греции / Пересказала для детей В. Смирнова; Рис. И. Архипова. — М.- Л.: Детгиз, 1953. — 144 с.
  - Переиздания: М.: Детгиз, 1955; М.: Детгиз, 1956; Челябинск: Южно-Уральское кн. изд-во, [1966]; М.: Дет. лит., 1971; М.: Дет. лит., 1973; М.: Дет. лит., 1983; Иркутск: Вост.-Сиб. кн. изд-во, 1985; Иркутск: Вост.-Сиб. кн. изд-во, 1987; М.: Дет. лит., 1988; М.: Сов. писатель, 1992; Иркутск: Символ, 1992; М.: Дет. лит., 2007; М.: Дет. лит., 2009; М.: Дет. лит., 2003; М.: Дет. лит., 2011; М.: Оникс, 2011; М.: Дет. лит., 2013.
  - Переводы: Смірнова Вера. Героi Элады : З міфаў старажытнай Грэцыi / Пераклад. З.Петрушэня. Мастак А.Шэвераў. – Мінск: Юнацтва, 1985. [на белорус. яз.]
15. Герои Эллады: Легенды и мифы Древней Греции / Авт. текста В. Смирнова; Рис. И. Архипова. — М.: Мегаполис-Континент, 1991. — 79 с.
16. Подвиги Геракла: Легенды и мифы Древней Греции / Авт. текста В. Смирнова; Рис. И. Архипова. — М.: Мегаполис-Континент, 1991. — 63 с.
17. Герои Эллады; Аргонавты; Троянская война; Приключения Одиссея: Мифы Древней Греции / В пересказе В. Смирновой, Е. Тудоровской; Рис. И. Архипова, В. Власова. — М.: Андреев. флаг, 1994. — 574 с.
18. Мифы Древней Греции: Герои Эллады / Рассказала для детей Вера Смирнова; Худож. В. Лапин. — М.: Росмэн, 2001. — 179 с.
  - Переиздания: М.: Росмэн, 2002; М.: Росмэн, 2004; М.: Росмэн, 2005; М.: Росмэн, 2007; М.: Росмэн, 2008; М.: Росмэн, 2012; М.: Росмэн, 2015.
19. Легенды и мифы Древней Греции / пересказ Веры Смирновой; худож. Ольга Авдеенко. — М.: Самовар, 2009. — 124 c.
  - Переиздания: М.: Самовар, 2010; М.: Самовар, 2013; М.: Самовар-книги, печ. 2015; М.: Самовар-книги, печ. 2016.
20. Смирнова В. В. Аргонавты. Герои Эллады / Илл. Алексея Баландина. — СПб.: Акварель, 2015. — 112 с. — (Серия: Читают все).
21. Смирнова В. В. Девочки / послесловие Е,Бойцовой. Рис. М. Успенской. -— СПб. — М.: Речь, 2016. — 159 с.

Переиздание: СПб. — М.: Речь, 2020.

### Литературная критика и воспоминания
1. Смирнова В. В. С. Я. Маршак: Критико-биогр. очерк. — М.: Детгиз, 1954. — 79 с.
2. Смирнова В. В. Борис Житков и его мысли о воспитании и детской книге // Жизнь и творчество Б. С. Житкова. — М.: Детгиз, 1955. — С. 92—130.
3. Смирнова В. В. О литературе и театре: Статьи. — М.: Сов. писатель, 1956. — 409 с.
4. Смирнова В. В. Лев Квитко: Критико-биогр. очерк / Дом дет. книги. — М.: Детгиз, 1957. — 47 с.
5. Смирнова В. В., Халтурин И. И. Предисловие // Роскин А. И., Статьи о литературе и театре. Антоша Чехонте. — М.: Сов. писатель, 1959. — С.3-12.
6. Смирнова В. В. Аркадий Гайдар: Критико-биогр. очерк. — М.: Сов. писатель, 1961. — 204 с.
  - Переиздание: М.: Сов. писатель, 1972.
7. Смирнова В. В. О детях и для детей / Дом дет. книги. — М.: Детгиз, 1963. — 382 с.
  - Переиздание: М.: Дет. лит., 1967.
8. Смирнова В. В. Экспромты Маршака // Детская литература. — 1966. — № 3 . — С. 19-20.
9. Смирнова В. В. Современный портрет: Статьи. — М.: Сов. писатель, 1964. — 343 с.
10. Смирнова В.В. Об этой книге и ее авторе // Тамара Габбе. Быль и небыль: Русские народные сказки, легенды. Притчи. — Новосибирск: Западно-Сибирское кн. изд-во, 1966. — С.295-296.
11. Смирнова В. В. Книги и судьбы: Статьи и воспоминания. — М.: Сов. писатель, 1968. — 471 с.
12. Смирнова В. В. Маршак у испанских детей // «Я думал, чувствовал, я жил» : Воспоминания о С. Я. Маршаке. — М.: «Сов. писатель», 1971. — С. 315—319;
13. Смирнова В. В. Из разных лет: Статьи и воспоминания. — М.: Сов. писатель, 1974. — 701 с.
14. Смирнова В. В. «И жизнь моя встает передо мной…» / [Отрывки из воспоминаний] // Детская литература. — 1978. — № 8. — С.39 −42.
15. Смирнова В. В. Из разных лет: Статьи и воспоминания / [Вступ. ст. Б. Брайниной]. — 2-е изд. — М.: Сов. писатель, 1979. — 584 с.